# Vérendrye-runensteen
De runensteen van La Vérendrye zou zijn gevonden op een vroege expeditie in het gebied ten westen van de Grote Meren door de Franse ontdekkingsreiziger Pierre Gaultier de Varennes et de La Vérendrye, in 1730. In de verslagen van zijn expedities vermeldt La Vérendrye de steen niet, maar in 1749 sprak hij erover met de Zweedse wetenschapper Pehr Kalm, uit wiens geschriften vrijwel alle informatie over het stenen tablet wordt verkregen. Volgens Kalm is bij de expeditie van La Vérendrye een tablet van ongeveer 5 centimeter breed en 13 cm lang gevonden op een steenhoop (die door sommigen wordt herkend als een cairn of steenmannetje). Dit tablet was aan beide zijden besneden met onbekende personages. Uit de beschrijving kan worden opgemaakt dat de steen waarschijnlijk in de buurt van het huidige Minot, North Dakota is gevonden. De plaatselijke bewoners verklaarden dat het tablet altijd al op de steenhoop had gelegen. Kalm vertelde verder dat het tablet terug werd gestuurd naar Quebec, waar christelijke priesters zouden hebben geconcludeerd dat het is geschreven in een "Tartaars" schrift. Hierna werd het tablet naar de Franse minister van Staat, de graaf van Maurepas verzonden. Er zijn geen beschrijvingen van de steen na die tijd, maar naar verluidt werd het tablet verscheept met andere voorwerpen naar een kerk in Rouen (waarschijnlijk de kathedraal van Rouen), en werd begraven onder een hoop puin toen het gebouw werd vernietigd tijdens de Tweede Wereldoorlog. De Minnesota Historical Society heeft een beloning van 1000 dollar aangeboden voor de herontdekking van de steen.

## Afkomst
Veel mensen hebben gespeculeerd dat de inscriptie in feite Noordse runen waren en mogelijk gerelateerd zou zijn aan de Kensingtonsteen, deze is naar verluidt achtergelaten door een Noorse expeditie in Minnesota in 1362 (hoewel de geldigheid van de Kensingtonsteen het onderwerp is geweest van discussie). Hjalmar Holand betoogt dat de beeltenis van het "Tartaars" schrift voor de priesters in Quebec een grote gelijkenis moeten hebben gehad met de karakters van Oudnoorse tekens.